# Manuel de Silva-Tarouca

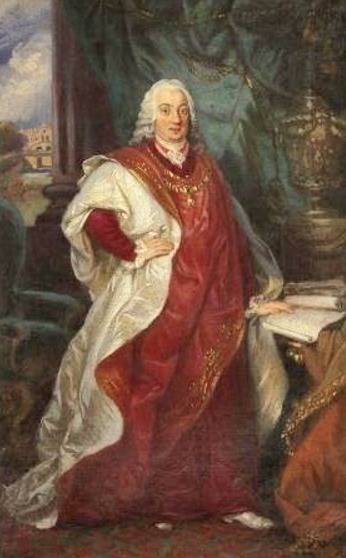
Manuel da Silva-Tarouca

Manuel Teles da Silva, dito conde de Silva-Tarouca, mais conhecido como Manuel da Silva-Tarouca (Lisboa, 17 de setembro de 1696 – Viena, 8 de março de 1771) foi um nobre português e arquiteto da corte austríaca que se tornou conselheiro e amigo íntimo da imperatriz Maria Teresa da Áustria.

## Vida
Manuel Teles da Silva Meneses e Castro, na época também grafado Emanuel Telles da Sylva de Menezes et Castro, era filho de João Gomes da Silva, 4.º conde de Tarouca (que, entre outros cargos diplomáticos, foi embaixador de D. João V na corte de Viena entre 1726 e 1738) e de Joana Rosa de Gomes da Silva, 4.ª condessa de Tarouca. 
Em 1715, o jovem Manuel abandonou o país na companhia do igualmente jovem Infante D. Manuel, irmão do rei D. João V, alistou-se no exército austríaco e lutou contra os turcos, sob as ordens do príncipe Eugénio de Sabóia, em 1716-1717. Em Viena, viria posteriormente a ser conhecido por conde (Graf) Silva-Tarouca, embora o herdeiro da casa e título de Tarouca fosse o seu irmão mais velho, Estêvão José de Meneses, 5.º conde de Tarouca e 1.º marquês de Penalva. Na verdade, Manuel Teles da Silva foi criado duque (Herzog) do Império pelo imperador Carlos VI do Sacro Império Romano-Germânico no ano de 1735.
Frequentador da corte vienense, Manuel ganhou a confiança do imperador Carlos VI e assistiu ao nascimento da arquiduquesa Maria Teresa, em 13 de maio de 1717. Pouco antes de sua morte, o imperador Carlos VI confiou a Manuel a importante tarefa de iniciar a jovem princesa nos assuntos políticos do Estado. Coroada em 1740, a arquiduquesa pediu a Manuel que fosse sempre franco e aberto com ela, fazendo-lhe ver as suas deficiências. Desta forma, Manuel foi-se tornando o confidente mais próximo de Maria Teresa, que o consultava diariamente.
Manuel Silva-Tarouca não escreveu as suas memórias nem manteve um diário. No entanto, as suas cartas, preservadas em vários arquivos, são uma importante fonte de informações sobre ele. Foi amigo de Sebastião José de Carvalho e Melo, no período em que o futuro marquês de Pombal desempenhou funções de ministro plenipotenciário junto da corte vienense (1746-1749). A correspondência entre Manuel Teles da Silva e Sebastião José de Carvalho foi publicada em Portugal.
Em Viena, Manuel da Silva-Tarouca foi proprietário do Palais Erzherzog Albrecht, também conhecido como Palais Tarouca, que hoje alberga o museu de arte Galeria Albertina, e construiu o Palais Cumberland.

## Família
Casou com Johanna Amalia von Schleswig-Holstein-Sonderburg-Beck (1719-1774), filha do general Frederico Guilherme de Schleswig-Holstein-Sonderburg-Beck. O casal teve dois filhos: Maria Theresia von Silva-Tarouca e Franz Stephan von Silva-Tarouca (1750-1797).